# NGC 807
NGC 807 este o galaxie eliptică situată în constelația Triunghiul. A fost descoperită în 11 septembrie 1784 de către William Herschel. Se află la o distanță de 64,09 de megaparseci de Pământ.